# La Colorada (Messico)
La Colorada è una municipalità dello stato di Sonora nel Messico settentrionale, il cui capoluogo è la località omonima.
Conta 2.076 abitanti (2010) e ha una estensione di 4.123,05 km².